# Cassine cunninghamii
Cassine cunninghamii là một loài thực vật có hoa trong họ Dây gối. Loài này được (Montrouz.) Lobr.-Callen mô tả khoa học đầu tiên năm 1975.